# Mario Marcucci
Mario Marcucci (Viareggio, 26 agosto 1910 – Viareggio, 2 maggio 1992) è stato un pittore italiano.
Autodidatta ispirato da Ottone Rosai, eccelse nella raffigurazione di paesaggi e nature morte.

## Biografia
Le sue prime opere risalgono alla fine degli anni Venti e l’inizio degli anni Trenta e dimostrano la predilezione dell’artista per la pittura a olio e acquerello, e soggetti tratti dal contesto domestico e familiare. Questo suo periodo artistico giovanile viene solitamente definito dalla critica naif e soggetto all’influenza dei grandi maestri del periodo macchiaiolo come Silvestro Lega e Giovanni Fattori.
Tra il 1930 ed il 1932 viene chiamato a svolgere il servizio di leva come furiere nel reparto marina a La Spezia, dove stringe amicizia con il pittore e scrittore Luca Ghiselli, con il quale instaura un sodalizio intellettuale ed artistico, fondamentale per la sua formazione.
Marcucci ottenne il suo primo riconoscimento nel 1932, vincendo un premio di 1000 lire come primo classificato al concorso di pittura organizzato in occasione del premio letterario Viareggio, per l’opera “Cabine sul mare”.
In seguito al congedo militare fece ritorno a Viareggio, dove, pur non abbandonando mai la sua attività artistica, dal 1933 al 1938 amministrò una barca da pesca. Frequentando l’Eolo, il caffè-cinema-teatro sul lungomare di Viareggio, ebbe modo di confrontarsi con letterati, pittori e intellettuali della Versilia.
Nel 1934 tenne una sua mostra presso il Kursaal, ovvero il casinò di Viareggio, accompagnata da una recensione di Gino Parenti, figura attraverso la quale si avvicinò allo stile di Scipione (Gino Bonichi) e Mario Mafai. Successivamente, nel 1937, vinse, a pari merito con Fabio Sargentini, il Premio Viani, ottendo la stima di Carlo Carrà, il quale lo segnalò in un articolo dell’ “Ambrosiano” come una delle più spiccate figure della giovane pittura italiana.
Negli anni seguenti continuò a conseguire numerosi premi e riconoscimenti da parte di intellettuali, letterati e critici d’arte, e grazie alla personalità di Alessandro Parronchi fu introdotto nella cerchia dei letterati di Firenze, ma poco dopo essersi trasferito in città, nel 1939, fu richiamato alle armi ed inviato in Sardegna, nell’isola della Maddalena, dove rimase fino al 1941.
Nel 1940 espose presso la Galleria “Il Milione” di Milano. La sua pittura fu rapportata con quella di grandi artisti come Giorgio Morandi, Ottone Rosai e Filippo De Pisis.
L’anno seguente avvenne il riconoscimento ufficiale  a livello nazionale, grazie alla vittoria del III Premio Bergamo, uno dei concorsi di maggior prestigio in Italia.
Nel dopoguerra il suo stile mantenne una linea lontana da quella delle correnti influenzate dalle ideologie politiche che dominavano nel dibattito sull’arte, proseguendo il suo percorso in direzione di una pittura più intimista e tonale.
Dopo la vittoria alla Galleria “Il Fiore” di Firenze, nel 1945, e del premio Prato, nel 1948, prese parte alla V Quadriennale di Roma e nel 1948 fu invitato alla XXIV Biennale di Venezia, dove rimase colpito dalle opere di Picasso, come testimoniano alcune delle sue opere di derivazione cubista.
Con gli anni Cinquanta la sua attività espositiva si fece meno vivace e dopo un soggiorno romano, fece ritorno a Firenze, nel 1966, a seguito della distruzione del suo atelier da parte dell’alluvione e poi definitivamente a Viareggio.
Nel 1968 la Galleria Farsetti di Prato gli dedicò una mostra con 100 opere, raccogliendo nel catalogo i contributi dei suoi estimatori, e le Edizioni Pananti di Firenze iniziarono la pubblicazione dei “Quaderni Marcucci”, dal 1984 al 1987, costituite da piccole raccolte tematiche a corredo di mostre.
Tante le mostre personali dedicategli e la sua partecipazione a importanti Premi di pittura e a rassegne nazionali e internazionali (tra le quali, le edizioni della Biennale di Venezia del 1948, 1950, 1954, della Biennale di San Paolo del Brasile nel 1955, le mostre di “Pittori d’oggi. Francia-Italia” a Torino nel 1951 e 1952).
Morì nel 1992.